# Championnat de France de rugby à XV 1981-1982
Navigation
Édition précédente Édition suivante
Le groupe A (l'élite) et le groupe B sont constitués, chacun, de quatre poules de dix clubs. À l'issue de la phase qualificative, les deux premiers de chaque groupe sont qualifiés pour les 1/8e de finale, les équipes classées 3e à 6e dans chaque groupe (soit seize clubs) disputent des matchs de barrage, ou 1/16e de finale, dont les vainqueurs sont aussi qualifiés pour les 1/8e de finale. 
Le SU Agen remporte le Championnat de France de rugby à XV de première division 1981-1982 après avoir battu l'Aviron bayonnais en finale.

En groupe B, c'est l'Avenir aturin  qui devient le champion de France de rugby à XV de première division B 1981-1982 après avoir battu le CS Bourgoin-Jallieu en finale.
Agen remporte un 7e Bouclier de Brennus, un nouveau titre après celui de 1976. Le titre échappe à nouveau à Bayonne dont le dernier titre de champion de France remonte à 1943.

## Phase de qualification
Les équipes sont listées dans leur ordre de classement à l'issue de la phase qualificative. Les noms en gras indiquent les équipes qui sont qualifiées directement pour les 8e de finale.
| 1. Aviron bayonnais 2. AS Béziers 3. RRC Nice 4. CA Brive 5. La Voulte sportif 6. Biarritz olympique 7. RC Toulon 8. Castres olympique 9. FC Oloron 10. ES Avignon Saint-Saturnin | 1. FC Grenoble 2. Stadoceste tarbais 3. Stade aurillacois 4. Stade rochelais 5. US Carcassonne 6. US Romans 7. Stade bagnérais 8. US bressane 9. Stade montois 10. US Thuir |
| 1. US Dax 2. SU Agen 3. FC Lourdes 4. RC Narbonne 5. CA Bègles 6. Boucau stade 7. SC Albi 8. US Montauban 9. Valence sportif 10. SC Mazamet                                       | 1. SC Angoulême 2. USA Perpignan 3. Section paloise 4. Stade toulousain 5. SC Graulhet 6. AS Montferrand 7. SC Tulle 8. Tyrosse RCS 9. RC Nîmes 10. CA Périgueux            |

## Matchs de barrage
Les équipes dont le nom est en caractères gras sont qualifiées pour les huitièmes de finale. 
| Équipe 1          | Équipe 2           | Résultat |
| ----------------- | ------------------ | -------- |
| Section paloise   | AS Montferrand     | 18-16    |
| Stade toulousain  | RC Narbonne        | 12-19    |
| Boucau stade      | Stade aurillacois  | 13-15    |
| SC Graulhet       | CA Bègles          | 3-25     |
| US Romans         | CA Brive           | 9-12     |
| US Carcassonne    | RRC Nice           | 13-11    |
| La Voulte sportif | Stade rochelais    | 22-18    |
| FC Lourdes        | Biarritz olympique | 24-12    |

## Huitièmes de finale
Les équipes dont le nom est en caractères gras sont qualifiées pour les quarts de finale. Tous les barragistes sont éliminés.
| Équipe 1           | Équipe 2          | Match aller | Match retour |
| ------------------ | ----------------- | ----------- | ------------ |
| SU Agen            | Section paloise   | 15-10       | 9-12         |
| RC Narbonne        | SC Angoulême      | 15-18       | 24-17        |
| USA Perpignan      | Stade aurillacois | 16-18       | 15-9         |
| US Dax             | CA Bègles         | 6-10        | 15-6         |
| Aviron bayonnais   | CA Brive          | 23-9        | 12-22        |
| Stadoceste tarbais | US Carcassonne    | 18-3        | 9-9          |
| FC Grenoble        | La Voulte sportif | 13-10       | 14-6         |
| FC Lourdes         | AS Béziers        | 9-6         | 6-7          |

## Quarts de finale
Les équipes dont le nom est en caractères gras sont qualifiées pour les demi-finales.
| Équipe 1         | Équipe 2           | Résultat |
| ---------------- | ------------------ | -------- |
| SU Agen          | RC Narbonne        | 35-6     |
| USA Perpignan    | US Dax             | 33-23    |
| Aviron bayonnais | Stadoceste tarbais | 13-6     |
| FC Grenoble      | FC Lourdes         | 12-9     |

Dax, premier club français à l’issue des matchs de poules et futur vainqueur du Challenge Yves du Manoir est éliminé dès les quarts de finale.

## Demi-finales
| Équipe 1         | Équipe 2      | Résultat |
| ---------------- | ------------- | -------- |
| SU Agen          | USA Perpignan | 15-4     |
| Aviron bayonnais | FC Grenoble   | 20-3     |

## Finales

### Groupe A
Le SU Agen s'impose 18 à 9 contre l'Aviron bayonnais devant 41195 spectateurs au Parc des Princes de Paris.
| Équipes          | SU Agen - Aviron bayonnais |
| Score            | 18 - 9 (8 - 6) |
| Date             | 29 mai 1982 |
| Stade            | Parc des Princes |
| Arbitre          | Christian Garino (Pyrénées) |
| Les équipes      | |
| SU Agen          | Titulaires : Jean-Louis Tolot, Jean-Louis Dupont, Daniel Dubroca, Charles Nieucel , Patrick Pujade, Jacques Gratton, Christian Béguerie 43e, Dominique Erbani, Joël Llop, Christian Delage, Bernard Lavigne, Philippe Mothe, Philippe Sella, Jacques Lacroix, Bernard Viviès 71e · Remplaçants : Bernard Rivière 43e , Bruno Tolot 71e , Patrick Sole, Patrick Mazzer, Claude Bonnet, Jean-Michel Renaud, Éric Saphy |
| Entraîneurs      | René Bénésis, Bernard Deyres |
| Aviron bayonnais | Titulaires : Pierre Dospital, Dominique Sagarzazu, Jean Garat, Daniel Barnebougle, Michel Guilleton, Pierre Destandau, Roland Pétrissans , Arnaud Gastambide, Pierre Pucheu, Pierre Alvarez, Laurent Pardo, Christian Belascain, Patrick Perrier, Michel Paredon 69e, Claude Uthurrisq · Remplaçants : Alain Villacampa 69e , Yves Cedarry, Christian Lembure, Louis Galdos, Alain Peyrelongue, Jean-Louis Pontacq   |
| Entraîneurs      | Roger Etcheto, Jean Saussié |
| Points marqués   | |
| SU Agen          | 4 essais par Sella (5e), Lacroix (13e), Dupont (63e) et Mothe (77e), 1 transformation de Mothe |
| Aviron bayonnais | 3 pénalités de Uthurrisq (23e, 26e, 68e) |

### Groupe B
À Montpellier, l'Avenir aturin bat le CS Bourgoin 16 à 15 devant 3309 spectateurs au stade de la Mosson.
| Équipes        | Avenir aturin - CS Bourgoin |
| Score          | 16 - 15 (12 - 9) |
| Date           | 1982 |
| Stade          | Stade de la Mosson |
| Arbitre        | Monsieur Bertrand (Languedoc) |
| Les équipes    | |
| Avenir aturin  | Titulaires : Didier Laborde, Jean-Guy Lesbats, Patrick Marot, Serge Maubarthe, Jean Lageyre, Dominique Lahet, Christian Pujo, Jean-Michel Detchegarray , Guy Cazade, Pierre Dabadie, Serge Dubost, Daniel Barouillet, Freddy Fior, Jean-Bernard Duplantier, Patrick Talès |
| Entraîneurs    | Pierre Barthe, Robert Bernos |
| CS Bourgoin    | Titulaires : Ruel, Jacquemet, Gilles Cassagne, Galiotto, Zulin, Guy Tourlonias, Colombe, Marc Cécillon, Martin, Chaix 46e, Colier, Julia, Montagny, René Benoit-Guerindon, Bill Colussi · Remplaçants : Franco 46e                                                        |
| Entraîneur     | Patrick Bernard |
| Points marqués | |
| Avenir aturin  | 1 essais par Dabadie (71e), 2 pénalité de Lahet (19e) et Detchegarray (40e), 2 drops de Lahet et Maubarthe (37e) |
| CS Bourgoin    | 3 pénalités de Tourlonias (10e, 13e, 70e) et 2 drops de Tourlonias (33e, 55e) |